# 1 كولومبيا بليس
1 كولومبيا بليس (سابقًا مركز كولومبيا ) هو مبنى مكاتب في مديمة سان دييغو التي تقع في جنوب ولاية كاليفورنيا في الولايات المتحدة. يُعدّ المبنى ثامن عشر أطول مبنى في سان دييغو، ويُعتبر معلمًا بارزًا في أفق المدينة البحرية. كما أنه يعتبر ناطحة السحابظ وعلى سطح المبنى علم للولايات المتحدة الأمريكي ويذكر أنه أكبر علم أمريكي يرفف على أي بناية في أفق مدينة سان دييغو برمتها. 

## وصلات خارجية
- الموقع الرسمي
 (بالإنجليزية)